# John Mitchell Kemble
Pour les articles homonymes, voir Kemble.
John Mitchell Kemble est un philologue et historien britannique né le 2 avril 1807 et mort le 26 mars 1857, spécialiste des Anglo-Saxons.

## Biographie
Fils aîné de l'acteur Charles Kemble et de son épouse Maria Theresa Kemble (en), John Mitchell Kemble développe très jeune une passion pour les langues. Il entre au Trinity College de l'université de Cambridge en 1824 et rejoint la société secrète des Apostles en 1826. Étudiant dissipé, il entre à l'Inner Temple en 1827, mais son intérêt pour la philologie germanique prend le pas sur une éventuelle carrière dans le droit.
De retour à Cambridge, Kemble se plonge dans l'étude du vieil anglais et entame une longue correspondance avec Jacob Grimm. Il se marie en 1836 avec Natalie Auguste Wendt, rencontrée lors d'un séjour à Göttingen, qui lui donne deux filles et un fils avant leur divorce en 1848. Il s'installe par la suite à Londres où il produit les six volumes du Codex diplomaticus aevi Saxonici (1839-1848), une édition des chartes anglo-saxonnes qui sert de base à son History of the Saxons in England (1849).